# خودپرستی

امبروس بیرس

خودپرستی (به انگلیسی: Egotism) پدیده‌ای فلسفی، روانشناختی است مبنی بر ترجیح خود و خواسته‌های شخصی خود بر دیگران و خواسته‌های آن‌ها. به بیانی دیگر خودپرستان ارتباطی است که فرد خود را در مرکز جهان (هستی‌شناسی خود) قرار داده و این موجودیت و هستی، فارغ از دیگران و دنیای آن‌ها می‌باشد.
این مفهوم با خودشیفتگی یا نارسیسم رابطه تنگاتنگی دارد و ارتباط هر دو از طریق عشق افراطی به خود و غلوکردن در رابطه با انگاشتها و قابلیت‌های فردی است. فرد خودشیفته یا خودپرست، دچار یک خود برتر بینی، عمیق و خیالی است که همین خصیصه روانشناختی، او را از حقایق موجود در محیطش دور نگه می‌دارد. وقتی این شاخصه‌های خودپرستانه به نهایت افراطی گری خود می‌رسند، موجب پیدایش جنبش‌هایی مانند فردگرایی خودخواهانه و نفی بشردوستی می‌شود. این افراد از دیگران استفاده ابزاری می‌کنند و خواسته‌های جمعی در ذهنیت آن‌ها اموری عبث تجلی می‌کند و دائم از جمع‌گرایی فرار می‌کنند.